# The Last Shadow Puppets
The Last Shadow Puppets — британський супергурт, спільний проєкт фронтмена Arctic Monkeys Алекса Тернера,  та лідера The Rascals Майлза Кейна.

## Біографія
На момент створення гурту у 2007 році обидва учасники були на рівних, бо вже мали певну популярність у світі музики завдяки своїм гуртам, таким як Arctic Monkeys (Алекс Тернер) і The Rascals та The Little Flames (Майлз Кейн). Запросивши продюсера Джеймса Форда та аранжувальника Оуена Паллета, вони тимчасово забули про сучасний рок та записали студійний альбом The Age of the Understatement, орієнтуючись на музику 1960-х років.
Перший концерт гурту відбувся у Брукліні, штат Нью-Йорк, 4 березня 2008 року. 5 березня на офіційному сайті з'явився кліп на пісню «The Age of the Understatement», зйомки котрого відбувалися у Москві. Офіційний реліз дебютного альбому The Age of the Understatement відбувся 21 квітня 2008 року. Платівка посіла перші позиції у провідних британських чартах та заслужила у цілому схвальні відгуки критиків.
Перший концерт гурту після дворічної перерви відбувся там, де і їх останній виступ до цього — в Лос-Анджелесі. 12 серпня 2010 року гурт відіграв у клубі Club Nokia концерт в підтримку Браяна О'Коннора, басиста та вокаліста гурту Eagles of Death Metal, тяжко хворого на рак. 
1 квітня 2016 вийшов другий альбом гурту під назвою Everything You've Come to Expect. З цього альбому вийшло три сингли — «Bad Habits», «Aviation» та «Miracle Aligner».

## Дискографія
Студійні альбоми
- 2008 — The Age of the Understatement
- 2016 — Everything You've Come To Expect

Мініальбоми
- 2008 — My Mistakes Were Made for You
- 2016 — The Dream Synopsis

Сингли
- «The Age of Understatement»
- «Standing Next To Me»
- «My Mistakes Were Made For You»
- «Bad Habits»
- «Aviation»
- «Miracle Aligner»